# 국가과학기술연구회
국가과학기술연구회(國家科學技術硏究會, National Research Council of Science & Technology, NST)는 연구기관을 지원·육성하고 체계적으로 관리하기 위하여 설립된 대한민국 과학기술정보통신부 산하 공공기관이다. 세종특별자치시 시청대로 370 세종국책연구단지 연구지원동(A동) 5, 6, 7층에 위치하고 있다.

## 설립 목적
- 과학기술분야 정부출연연구기관을 지원·육성하고, 체계적으로 관리함으로써 국가의 연구사업정책 지원 및 지식산업 발전에 이바지

## 설립 근거
- 과학기술분야 정부출연연구기관 등의 설립ㆍ운영 및 육성에 관한 법률[3]

## 주요 업무(사업)
- 연구 기획과 연구기관의 발전방향에 관한 기획
- 연구기관의 기능 조정 및 정비(연구기관의 신설·통합 및 해산을 포함한다)
- 연구기관의 연구 실적 및 경영 내용에 대한 평가
- 연구기관 간의 협동연구를 위한 지원
- 연구기관의 연구성과 제고와 성과 확산을 위한 지원
- 국가 과학기술분야의 혁신 및 경쟁력 강화를 위한 정책의 제안
- 그 밖에 연구회의 목적 달성을 위하여 필요한 사업

## 연혁
- 1999년 1월 29일 정부출연연구기관 등의 설립·운영 및 육성에 관한 법률 제정·공포
- 1999년 3월 15일 과학기술분야 3개 연구회 체제 출범

- 기초기술연구회 설립, 제1대 채영복 이사장 취임
- 공공기술연구회 설립, 제1대 박병권 이사장 취임
- 산업기술연구회 설립, 제1대 박규태 이사장 취임
- 2000년 1월 1일 한국전자통신연구원 부설 국가보안기술연구소 설립
- 2001년 1월 1일 산업기술정보원과 연구개발정보센터를 한국과학기술정보연구원으로 통합
- 2002년 1월 1일 한국화학연구원 부설 안전성평가연구소 설립
- 2002년 3월 15일 기초기술연구회 제2대 정명세 이사장 취임. 공공기술연구회 박병권 이사장 유임. 산업기술연구회 제2대 박원훈 이사장 취임
- 2003년 12월 26일 기초기술연구회 제3대 박상대 이사장 취임
- 2004년 9월 23일 기초·공공·산업기술연구회, 국무총리실에서 과학기술부 산하로 이관

- 과학기술분야 정부출연연구기관 등의 설립·운영 및 육성에 관한 법률 및 동법 시행령 제정
- 2005년 4월 1일 산업기술연구회 제3대 이호일 이사장 취임
- 2005년 4월 30일 공공기술연구회 제3대 최영락 이사장 취임
- 2005년 10월 1일 한국기초과학지원연구원 부설 국가핵융합연구소 설립
- 2006년 12월 26일 기초기술연구회 제4대 유희열 이사장 취임
- 2007년 4월 27일 한국기계연구원 부설 재료연구소 설립
- 2008년 2월 29일 공공기술연구회 폐지. 기초기술연구회: 과학기술부→교육과학기술부, 산업기술연구회: 과학기술부→지식경제부 각각 이관
- 2008년 6월 12일 산업기술연구회 제4대 한욱 이사장 취임
- 2008년 8월 25일 기초기술연구회 제5대 민동필 이사장 취임
- 2010년 1월 1일 한국식품연구원 부설 세계김치연구소 설립
- 2011년 5월 16일 산업기술연구회 제5대 권철신 이사장 취임
- 2011년 9월 5일 기초기술연구회 제6대 김건 이사장 취임
- 2012년 7월 9일 산업기술연구회 제6대 장호남 이사장 취임
- 2013년 2월 1일 한국과학기술연구원 부설 녹색기술센터 설립
- 2013년 3월 23일 기초·산업기술연구회 각각 교육과학기술부 및 지식경제부에서 미래창조과학부 산하로 이관
- 2014년 6월 22일 국가과학기술연구회 서울특별시에서 세종특별자치시로 이전 완료[4]
- 2014년 6월 30일 기초기술연구회와 산업기술연구회 통합. 국가과학기술연구회 출범. 제1대 이상천 이사장 취임
- 2017년 10월 23일 국가과학기술연구회 제2대 원광연 이사장 취임
- 2021년 1월 21일 국가과학기술연구회 제3대 임혜숙 이사장 취임
- 2021년 7월 26일 국가과학기술연구회 제4대 김복철 이사장 취임
- 2024년 11월 4일 국가과학기술연구회 제5대 김영식 이사장 취임

## 조직

### 이사장
- 감사
  - 감사부
- 경영협의회
- 기획평가위원회

| - 미래전략부 - 정책개발팀 - R&D전략팀 - 인재개발부 - 인재개발팀 - 평가사업부 - 기관평가팀 - 사업관리팀 - 대외협력부 - 국제협력팀 - 홍보문화팀 | - 융합연구부 - 연구단사업팀 - 융합사업팀 - 성과확산부 - 기술사업화팀 - 기업지원팀 | - 경영기획부 - 제도기획팀 - 행정선진화팀 - 정보화팀 - 경영지원부 - 재정전략팀 - 의정지원팀 - 재정지원부 - 재정전략팀 - 의정지원팀 - 행정지원부 - 행정기획팀 - 인사회계팀 |

## 소관 연구기관
국가과학기술연구회 소관 25개 정부출연연구기관 보관됨 2019-09-03 - 웨이백 머신
- 한국과학기술연구원
  - 녹색기술센터
- 한국기초과학지원연구원
- 한국천문연구원
- 한국생명공학연구원
- 한국과학기술정보연구원
- 한국한의학연구원
- 한국생산기술연구원
- 한국전자통신연구원
  - 국가보안기술연구소
- 한국건설기술연구원
- 한국철도기술연구원
- 한국표준과학연구원
- 한국식품연구원
  - 세계김치연구소
- 한국지질자원연구원
- 한국기계연구원
- 한국재료연구원
- 한국항공우주연구원
- 한국에너지기술연구원
- 한국전기연구원
- 한국화학연구원
  - 안전성평가연구소
- 한국핵융합에너지연구원
- 한국원자력연구원

## 같이 보기
- 경제인문사회연구회